# ژوزف خورتس
ژوزف خورتس (هلندی: Joseph Geurts؛ زادهٔ ۶ ژوئیهٔ ۱۹۳۹) دوچرخه‌سوار اهل بلژیک است.